# HP Linux Imaging and Printing
HP Linux Imaging and Printing (soit « imagerie et impression HP pour Linux »), officiellement abrégé HPLIP, est une suite logicielle développée par Hewlett-Packard (HP) fournissant une prise en charge de ses imprimantes jet d'encre et laser sur les systèmes GNU/Linux.
La suite HPLIP, conçue pour fonctionner en association avec CUPS pour la gestion des imprimantes et SANE pour celle des scanners, assure les fonctions d'impression, de numérisation et de télécopie.
En mai 2020, les pilotes fournis par HPLIP prennent en charge plus de 3 000 modèles d'imprimantes HP, multifonctions ou non, et sont diffusés selon les termes de diverses licences libres : GPL v2, MIT et BSD. Certains matériels nécessitent l'ajout d'un greffon propriétaire.
Le pilote Linux officiel prenant en charge la gamme Officejet, HPOJ, avait vu son développement cesser avec l'apparition d'HPLIP en 2005.